# Peter II av Cypern
Peter II av Cypern, född 1357, död 1382, var en cypriotisk regent. Han var Cyperns monark från 1369 till 1382. 